# مجله تحقیقات کیفی در علوم سلامت
مجله تحقیقات کیفی در علوم سلامت (به انگلیسی: Journal of Qualitative Research in Health Sciences (JQR)) نام یک مجله علمی پژوهشی در حوزهتحقیقات کیفی پرستاری و به صاحب امتیازی دانشکده پرستاری مامایی رازی کرمان است که با همکاری انجمن علمی پرستاری ایران منتشر می‌شود.
این نشریه از سال ۱۳۷۹ تا ۱۳۹۰ تحت عنوان  مجله دانشکده پرستاری و مامایی رازی کرمان منتشر می‌گردید و بعد از آن بر اساس سیاست‌های کمیسیون نشریات معاونت تحقیقات و فن آوری وزارت بهداشت عنوان مجله تحقیقات کیفی در علوم سلامت برای ادامه کار این مجله در نظر گرفته شده و با توجه به موافقت اصولی، از نیمه دوم سال ۱۳۹۰ با هدف انتشار تحقیقات اصیل با رویکرد کیفی و با روش‌های پدیدار شناسی، تئوری زمینه‌ای، بوم شناسی، تحقیق تاریخی و نظایر آن و انعکاس آراء نقادانه خوانندگان و گردآوری مجموعه‌ای از تحقیقات کیفی  فعالیت می‌نماید.
این مجله از سال ۱۳۷۹ پایه‌گزاری شده و مقالات منتشر شده در آن به تحقیقات و مقالات در زمینه گسترش حرفه‌ای حوزه سلامت با روبکرد کیفی می‌پردازد. این نشریه در یکصد و هفتمین جلسه کمیسیون نشریات علوم پزشکی کشور مورخ ۱۶ اردیبهشت ۹۱ موفق به اخذ رتبه علمی پژوهشی گردید.